# Catephia sciachroa
Catephia sciachroa là một loài bướm đêm trong họ Erebidae.